# دریاچه بولاک، ویکتوریا
دریاچه بولاک (به انگلیسی: Lake Bolac) یک شهرک در استرالیا است که در ویکتوریا (استرالیا) واقع شده‌است.